# يو إف سي لايف: كونغو ضد باري
يو إف سي لايف: كونغو ضد باري (بالإنجليزية: UFC Live: Kongo vs. Barry)‏ هو حدث لفنون القتال المختلطة نظمته يو إف سي، أُقيم في 26 يونيو 2011، على مركز كونسول للطاقة في بيتسبرغ، بنسيلفانيا، الولايات المتحدة.